# Одри Хепберн
Одри Кетлин Хепберн (енгл. Audrey Kathleen Hepburn; Иксел, 4. мај 1929 — Толошна, 20. јануар 1993) била је британска глумица. Препозната је као филмска и модна икона. Добитница је награде Оскар, Еми, Греми и Тони. Захваљујући изузетно успешној филмографији, сматра се иконом Холивуда.
Посветила је велики део свог живота Уницефу, коме је доприносила од 1954. године. Између 1988. и 1992. радила је у неким од најсиромашнијих заједница Африке, Јужне Америке и Азије. У децембру 1992. добила је Председничку медаљу слободе захваљујући свом хуманитарном раду. Месец дана касније, преминула је од рака слепог црева у 63. години живота.

## Биографија
Рођена је као Одри Катлин Растон (енгл. Audrey Kathleen Ruston) у Бриселу од оца Џозефа Ентонија Растона, ирског банкара и мајке баронесе Еле ван Хемстра, припаднице холандске аристократије чији су преци били француски и енглески краљеви. Њен отац је тек касније додао презиме Хепберн. Имала је два полубрата из мајчиног првог брака са холандским племићем. Похађала је приватне школе у Енглеској и Холандији. Родитељи су јој се развели 1935. године, а она наставља да живи са мајком у Арнему (Холандија). Када је започела Немачка инвазија на Холандију у Другом светском рату, она одлучује да користи име Еда фан Хемстра, јер је њено старо име звучало сувише енглески.
Током холандске глади у току зиме 1944. године, Немци су запленили од Холанђана ограничене количине хране. Без грејања и хране, људи су умирали од глади и хладноће. Због неухрањености, Одри је озбиљно оболела. Остајала је у кревету и читала књиге, да не би размишљала о глади, а касније је изводила балет да би сакупљала новац за покрет отпора.
Након рата се сели са мајком у Лондон (Енглеска), где је била балерина, радила као модел и 1951. године почиње да ради као глумица. Глумом се почела бавити да би мајци помогла око трошкова. Њена прва већа улога је била у филму „The Secret People“, 1951. године у коме је играла балерину. Касније игра у музичкој комедији на Бродвеју која се звала „Gigi“. За ту улогу је награђена наградом „Theatre World Award“. После тога 1953. године игра са Грегоријем Пеком у филму Празник у Риму, за ког осваја Оскара за најбољу главну глумицу. Нешто касније игра у представи Ondine, за коју је награђена наградом Тони за најбољу глумицу. Награду је добила после неколико седмица након Оскара, чиме је потврдила своју глуму и као филмска и као позоришна глумица.
Поставши велика холивудска звезда, имала је прилику да игра са познатим глумцима као што су: Фред Астер (Funny Face), Хемфри Богарт и Гари Купер (Love In The Afternoon), Џорџ Пепард (Доручак код Тифанија), Кери Грент (Шарада), Рекс Харисон (Моја лепа госпођице), Питер О’Тул (Како украсти милион) и Шон Конери (Robin i Marian). Многи од ових глумаца су јој постали пријатељи, Рекс Харисон је Одри звао својом најдражом главном глумцом. Кери Грент је једном рекао „све што желим за Божић је да снимим још један филм са Одри“, а са Грегоријем Пеком је остала пријатељица целог живота. Након њене смрти, Пек је пред камерама рецитовао њену омиљену песму „Unending Love“ (Љубав која не престаје).

## Приватни живот
Била је педесетих година верена за Џејмса Хенсона, да би се касније удала два пута, за глумца Мела Ферера и италијанског доктора Андреа Дотија. Из брака са Ферером има сина Шона, док из брака са Дотијем има још једног сина који се зове Лука. Пре своје смрти упознала је Роберта Волдерса са којим је била у вези, иако се никад нису венчали.
Почетком деведесетих је открила да има рак на слепом цреву. Оперисала се у Лос Анђелесу, али јој то није помогло. Преминула је 20. јануара 1993. године у Толокеназу (Швајцарска). Остала је запамћена као једна од најлепших глумица које су се појавиле на филму.

"Видели смо како младиће стављају уза зид и пуцају, а они би затворили улицу и онда је отворили, а ви сте могли опет да прођете... Немојте занемарити ништа страшно што чујете или читате о нацистима. Горе је него што можете замислити."

—Хепберн о нацистичкој окупацији Холандије

### Рад за Уницеф
Након свог последњег филма, постала је почасни амбасадор УНИЦЕФ. Због свога искуства током Другог светског рата, одлучила је да помаже сиромашној деци из разних земаља света. Иако је радила за УНИЦЕФ и током педесетих, сада се више посветила том раду и посећивала је сиромашне земље у Африци и јужној Азији. Неуморно је радила за УНИЦЕФ све до краја живота.

## Награде
Одри је једна од ретких глумица који су успеле да освоје награде: Оскар, Греми, Еми и Тони.
| Год.  | Награђена или номинована | Додељује | награда                | филм                 |
| ----- | ------------------------ | -------- | ---------------------- | -------------------- |
| 1953. | Награђена                | Оскар    | Најбоља главна глумица | Празник у Риму       |
| 1954. | Номинована               | Оскар    | Најбоља главна глумица | Сабрина              |
| 1959. | Номинована               | Оскар    | Најбоља главна глумица | Прича о калуђерици   |
| 1961. | Номинована               | Оскар    | Најбоља главна глумица | Доручак код Тифанија |
| 1967. | Номинована               | Оскар    | Најбоља главна глумица | Сачекај до мрака     |

## Занимљивости
- Снимљен је биографски филм о њој, који се зове The Audrey Hepburn Story.
- Пошта САД је 2003. године издала поштанску марку у њену част.

Одри Хепберн је и данас јако позната и популарна, њена слава и њен култ су и данас јако присутни у медијима. Говорила је енглески, француски, италијански, холандски и немачки језик.

## Филмографија
| Улоге Одри Хепберн |                      |                        |                                     |          |
| Година             | Српски назив         | Изворни назив          | Улога                               | Напомена |
| 1948.              |                      |                        | Stewardess                          |          |
| 1951.              |                      |                        | Linda Farrel                        |          |
| 1951.              |                      |                        | Hotel receptioniste                 |          |
| 1951.              |                      |                        | Cigarette girl                      |          |
| 1951.              |                      |                        | Chiquita                            |          |
| 1951.              |                      |                        | Eve Lester                          |          |
| 1952.              |                      |                        | Melissa Walter                      |          |
| 1952.              |                      |                        | Nora Brentano                       |          |
| 1953.              | Празник у Риму       | Roman Holiday          | Princess Ann                        |          |
| 1954.              | Сабрина              | Sabrina                | Sabrina Fairchild                   |          |
| 1956.              | Рат и мир            |                        | Natasha Rostov                      |          |
| 1957.              | Смешно лице          |                        | Jo Stockton                         |          |
| 1957.              | Љубав по подне       |                        | Ariane Chavasse/Thin Girl           |          |
| 1959.              |                      |                        | Rima                                |          |
| 1959.              | Прича о калуђерици   |                        | Sister Luke (Gabrielle van der Mal) |          |
| 1960.              |                      |                        | Rachel Zachary                      |          |
| 1961.              | Доручак код Тифанија | Breakfast at Tiffany's | Holly Golightly                     |          |
| 1961.              |                      |                        | Karen Wright                        |          |
| 1963.              | Шарада               |                        | Regina 'Reggie' Lampert             |          |
| 1964.              |                      |                        | Gabrielle Simpson/Gaby              |          |
| 1964.              | Моја лепа госпођице  |                        | Eliza Doolittle                     |          |
| 1966.              | Како украсти милион  | How to Steal a Million | Nicole Bonnet                       |          |
| 1967.              |                      |                        | Joanna Wallace                      |          |
| 1967.              | Сачекај до мрака     |                        | Susy Hendrix                        |          |
| 1976.              | Робин и Меријен      |                        | Lady Marian                         |          |
| 1979.              |                      |                        | Elizabeth Roffe                     |          |
| 1981.              |                      |                        | Angela Niotes                       |          |
| 1987.              |                      |                        | Baroness Caroline DuLac             |          |
| 1989.              | Увек                 |                        | Hap                                 |          |